# Glinska Poljana
Glinska Poljana – wieś w Chorwacji, w żupanii sisacko-moslawińskiej, w mieście Petrinja. W 2011 roku liczyła 121 mieszkańców.